# Đại chiến Titan (anime)
Đại chiến Titan (Nhật: 進撃の巨人 Hepburn: Shingeki no Kyojin, n.đ. 'Người khổng lồ Tiến Công'), hay còn biết đến với tựa tiếng Anh Attack on Titan là một bộ anime truyền hình thuộc thể loại hành động giả tưởng được chuyển thể từ tác phẩm manga cùng tên của Hajime Isayama. Phim phát sóng tập đầu tiền vào ngày 7 tháng 4 năm 2013 và kết thúc vào ngày 5 tháng 11 năm 2013. Hai mùa đầu tiên của bộ phim được lên sóng trên kênh MBS TV, và hai mùa cuối được phát trên NHK General TV. Tại Bắc Mỹ, bộ phim đã được cấp phép và phân phối trên các nền tảng Crunchyroll, Funimation và Hulu. 
Được lấy bối cảnh của hậu tận thế, khi mà những người còn sống của nhân loại phải sinh tồn bên trong những bức tường bảo vệ họ khỏi những con Titan, bộ phim xoay quanh nhân vật chính Eren Yeager, cùng với hai người bạn Mikasa Ackermann và Armin Arlert. Khi một con Titan Đại Hình phá huỷ bức tường nơi quê nhà của họ, những con Titan khác bắt đầu xâm chiếm và ăn thịt mẹ của Eren. Mong muốn báo thù cho mẹ, Eren quyết định gia nhập Quân trinh sát, nơi mà những người lính giỏi nhất sẽ phải đối đầu và tiêu diệt Titan. Câu chuyện cũng xoay quanh hành trình xuyên suốt của Eren khi vừa cùng quân đoàn Trinh sát tiêu diệt Titan cũng như tìm kiếm nguồn gốc thật sự của chúng. 
Từ khi ra mắt bộ phim vào năm 2013, Đại chiến Titan nhận được rất nhiều lời khen ngợi từ giới phê bình và khán giả trên khắp thế giới, thậm chí còn được xứng danh là một trong những bộ anime hay nhất mọi thời đại. Bộ phim được đánh giá rất cao qua cốt truyện, tuyến nhân vật, hình ảnh, lồng tiếng, nhạc phim. Phim cũng đóng vai trò quan trọng trong việc giới thiệu anime đến những người mới xem, một phần do thu hút lượng người xem rất đông đảo.

## Tổng quan
Bài chi tiết: Danh sách tập phim Đại chiến Titan
| Mùa | Mùa | Số tập | Số tập              | Phát sóng gốc       | Phát sóng gốc        |
| Mùa | Mùa | Số tập | Số tập              | Phát sóng lần đầu   | Phát sóng lần cuối   |
| --- | --- | ------ | ------------------- | ------------------- | -------------------- |
|     | 1   | 25     | 25                  | 7 tháng 4 năm 2013  | 29 tháng 9 năm 2013  |
|     | 2   | 12     | 12                  | 1 tháng 4 năm 2017  | 17 tháng 6 năm 2017  |
|     | 3   | 22     | 12                  | 23 tháng 7 năm 2018 | 15 tháng 10 năm 2018 |
| 10  | 3   | 22     | 29 tháng 4 năm 2019 | 1 tháng 7 năm 2019  |                      |
|     | 4   | 35     | 16                  | 7 tháng 12 năm 2020 | 29 tháng 3 năm 2021  |
| 12  | 4   | 35     | 10 tháng 1 năm 2022 | 4 tháng 4 năm 2022  |                      |
| Sp. | 4   | 35     | 4 tháng 3 năm 2023  | TBA                 |                      |
| Sp. | 4   | 35     | 5 tháng 11 năm 2023 | TBA                 |                      |

### Mùa 1 (2013)
Trong mùa đầu tiên, nhân vật chính Eren Yeager phải chứng kiến mẹ mình bị ăn thịt bởi một sinh vật khổng lồ với dáng con người, mang tên Titan. Cái chết của mẹ đã thúc đẩy sự hận thụ của cậu với lũ Titan, và cậu thề rằng 1 ngày nào đó cậu sẽ giết sạch chúng. Eren sau đó đã bị Titan nuốt chửng nhưng cậu nhanh chóng nhận ra cậu có thể hoá thành Titan, chiến đấu và điều khiển bằng chính con người của cậu. Eren tiếp tục luyện tập để chiến đấu với Titan khi càng ngày chúng càng muốn xâm chiếm và phá huỷ bức tường.

### Mùa 2 (2017)
Trong mùa hai, dàn nhân vật chính, sau khi đã gia nhập Quân Trinh sát, đã phải hành động tức thời khi biết lũ Titan lộng hành trong thành mặc dù không có dấu hiệu chúng phá bức tường. Cùng lúc đó, họ đã tìm ra được bản chất thực sự của Titan.

### Mùa 3 (2018)
Trong mùa này, được chia làm hai phần, Quân Trinh sát bị săn đuổi gắt gao khi Eren và một thành viên khác bị truy nã. Về sau, tất cả mọi người đều quay về Shiganshina – nơi đầu tiên lũ Titan reo rắc sợ hãi để quyết chiến một trận đấu sinh tử giữa những Titan mạnh nhất. Sau trận đấu, các thành viên quân Trinh sát dần hé lộ sự thật về thế giới và nhân loại nói chung. 

### Mùa 4 (2020)
Mùa cuối cùng, được chia làm 4 phần và đặt tên The Final Season, lấy bối cảnh 4 năm sau khi Eren và những người đồng đội tìm ra sự thật che giấu bấy lâu nay. Một dàn nhân vật mới được giới thiệu, cũng là phản diện chính: Đơn vị Chiến binh Marley. Họ chiến đấu với Quân đoàn Trinh sát để bảo vệ quê nhà cũng như lý tưởng của họ. Đến cuối cùng, Eren quyết định thực hiện một kế hoạch kinh hoàng để mọi người nơi anh sinh ra được sống tiếp.

## Nhân vật
Bài chi tiết: Danh sách nhân vật trong Đại chiến Titan
| Nhân vật                                                | Lồng tiếng (Nhật)           | Lồng tiếng (Anh)         |
| ------------------------------------------------------- | --------------------------- | ------------------------ |
| Eren Yeager (エレン・イェーガー Eren Yēgā)              | Kaji Yūki                   | Bryce Papenbrook         |
| Mikasa Ackerman (ミカサ・アッカーマン Mikasa Akkāman)   | Ishikawa Yui                | Trina Nishimura          |
| Armin Arlert (アルミン・アルレルト Arumin Arureruto)    | Inoue Marina                | Jessie James Grelle      |
| Reiner Braun (ライナー・ブラウン Rainā Buraun)          | Yoshimasa Hosoya            | Robert McCollum          |
| Levi Ackerman (リヴァイ・アッカーマン Rivai Akkāman)    | Hiroshi Kamiya              | Matthew Mercer           |
| Hange Zoë (ハンジ・ゾエ Hanji Zoe)                      | Romi Park                   | Jessica Calvello         |
| Jean Kirstein (ジャン・キルシュタイン Jan Kirushutain)  | Kishō Taniyama              | Mike McFarland           |
| Connie Springer (コニー・スプリンガー Konī Supuringā)   | Hiro Shimono                | Clifford Chapin          |
| Sasha Blouse (サシャ・ブラウス Sasha Burausu)           | Yū Kobayashi                | Ashly Burch (mùa 1-3)    |
| Sasha Blouse (サシャ・ブラウス Sasha Burausu)           | Yū Kobayashi                | Megan Shipman (season 4) |
| Erwin Smith (エルヴィン・スミス Eruvin Sumisu)          | Daisuke Ono                 | J. Michael Tatum         |
| Annie Leonhart (アニ・レオンハート Ani Reonhāto)        | Yū Shimamura                | Lauren Landa             |
| Hannes (ハンネス Hannesu)                               | Keiji Fujiwara (mùa 1)      | David Wald               |
| Hannes (ハンネス Hannesu)                               | Kenjiro Tsuda (mùa 2–3)     | David Wald               |
| Bertolt Hoover (ベルトルト・フーバー Berutoruto Fūbā)   | Tomohisa Hashizume          | David Matranga           |
| Bertolt Hoover (ベルトルト・フーバー Berutoruto Fūbā)   | Noriaki Kanze (lúc còn trẻ) | David Matranga           |
| Historia Reiss (ヒストリア・レイス Hisutoria Reisu)     | Shiori Mikami               | Bryn Apprill             |
| Ymir (ユミル Yumiru)                                    | Saki Fujita                 | Elizabeth Maxwell        |
| Marco Bott (マルコ・ボット Maruko Botto)                | Ryōta Ōsaka                 | Austin Tindle            |
| Zeke Yeager (ジーク・イェーガー Jīku Yēgā)              | Takehito Koyasu             | Jason Liebrecht          |
| Zeke Yeager (ジーク・イェーガー Jīku Yēgā)              | Daiki Yamashita (young)     | Jason Liebrecht          |
| Rod Reiss (ロッド・レイス Roddo Reisu)                  | Yusaku Yara                 | Kenny Green              |
| Kenny Ackerman (ケニー・アッカーマン Kenī Akkāman)      | Kazuhiro Yamaji             | Phil Parsons             |
| Floch Forster (フロック・フォルスター Furokku Forusutā) | Kensho Ono                  | Matt Shipman             |
| Pieck Finger (ピーク・フィンガー Pīku Fingā)            | Manami Numakura             | Amber Lee Connors        |
| Gabi Braun (ガビ・ブラウン Gabi Buraun)                 | Ayane Sakura                | Lindsay Seidel           |
| Falco Grice (ファルコ・グライス Faruko Guraisu)         | Natsuki Hanae               | Bryson Baugus            |
| Theo Magath (テオ・マガト Teo Magato)                   | Jiro Saito                  | Neil Kaplan              |
| Porco Galliard (ポルコ・ガリアード Poruko Gariādo)      | Toshiki Masuda              | Kellen Goff              |
| Colt Grice (コルト・グライス Koruto Guraisu)            | Masaya Matsukaze            | Griffin Burns            |
| Yelena (イェレナ Yerena)                                | Mitsuki Saiga               | Anairis Quiñones         |
| Onyankopon (オニャンコポン)                             | Kouji Hiwatari              | Zeno Robinson            |

## Âm nhạc

### Mùa 1
Trong 13 tập đầu của mùa 1, bài hát mở đầu là "Guren no Yumiya" (紅蓮の弓矢 n.đ. "Cung tên đẫm máu," viết theo tiếng Đức là "Feuerroter Pfeil und Bogen") của Linked Horizon, và bài hát kết thúc là "Utsukushiki Zankoku na Sekai" (美しき残酷な世界 n.đ. "Thế giới xinh đẹp tàn nhẫn này") của Yōko Hikasa. Từ tập 14–25, bài hát mở đầu là "Jiyū no Tsubasa" (自由の翼 n.đ. "Đôi cánh của tự do," viết theo tiếng Đức là "Die Flügel der Freiheit") của Linked Horizon, và bài hát kết thúc là "Great Escape" của Cinema Staff. Cả "Guren no Yumiya" và "Jiyū no Tsubasa" đều là một phần của đĩa đơn "Jiyū e no Shingeki", phát hành vào ngày 10 tháng 7 năm 2013.  Đĩa đơn sau đó đã bán được hơn 100 nghìn bản trong tuần đầu tiên phát hành.
Nhạc nền cho mùa 1 được sáng tác bởi Hiroyuki Sawano và đĩa CD đầu tiên được phát hành vào ngày 28 tháng 6 năm 2013 bởi Pony Canyon. Album bao gồm 16 bài hát, trong đó có 6 bài có lời do Mika Kobayashi, mpi, Cyua, Aimee Blackschleger và CASG (Caramel Apple Sound Gadget) trình bày. Một đĩa CD thứ hai, bao gồm nửa còn lại của phần nhạc phim được phát hành vào ngày 16 tháng 10 năm 2013, như một phần thưởng đi kèm với tập đĩa Blu-ray và DVD, và là phiên bản giới hạn thứ tư của bộ anime này.

### Mùa 2
Trong mùa 2, "Shinzō wo Sasageyo!" (心臓を捧げよ! n.đ. "Dâng hiến cả con tim!," viết tiếng Đức là "Opfert eure Herzen!") là bài nhạc mở đầu, sáng tác Linked Horizon, và bài hát kết thúc là "Yuugure no Tori" (夕暮れの鳥 n.đ. "Chim lúc ánh hoàng hôn") của Shinsei Kamatchan. 
Sawano cũng đã trở lại để sáng tác nhạc phim cho mùa thứ hai, với nhạc phim gồm 2 đĩa CD được phát hành vào ngày 7 tháng 6 năm 2017, bởi Pony Canyon. Trong khoảng thời gian giữa phần một và phần hai, phần nhạc phim còn bao gồm tất cả các bản nhạc được sáng tác cho các phương tiện truyền thông khác, chẳng hạn như phần phim tổng hợp và OVA.

### Mùa 3
Bài nhạc mở đầu là "Red Swan" của Yoshiki và Hyde, và kết thúc là "Akatsuki no Requiem" của Linked Horizon. Đến phần 2, bài mở đầu là "Shoukei to Shikabane no Michi" (憧憬と屍の道) của Linked Horizon, và bài hát kết thúc thứ hai là "Name of Love" của Cinema Staff.
Sawano một lần nữa trở lại với vai trò nhạc sĩ. Nhạc phim được phát hành vào ngày 26 tháng 6 năm 2019.  Giống như nhạc phim của mùa thứ hai, nhạc phim tổng hợp và OVA phát hành giữa mùa thứ hai và thứ ba cũng được đưa vào nhạc phim. Giọng hát lần này được đảm nhiệm bởi Laco, David Whitaker, Gemie, Eliana, mpi, Yosh (Survive Said the Prophet) và Aimee Blackschleger.

### Mùa 4
Phần nhạc do Masafumi Mima chỉ đạo sản xuất và Hiroyuki Sawano cùng với Kohta Yamamoto sáng tác.
Đối với phần 1, bài hát chủ đề mở đầu là "My War" (僕の戦争 "Boku no Sensō") do Shinsei Kamattechan thể hiện, và bài kết thúc là "Shock" (衝撃 "Shōgeki") do Yūko Andō thể hiện. Đối với phần 2, bài hát mở đầu là "The Rumbling" do SiM trình bày và bài hát chủ đề kết thúc là "Akuma no Ko" (悪魔の子 n.đ. "Đứa trẻ của cái ác") do Ai Higuchi trình bày. Với phần đặc biệt (phần 3), bài chủ đề kết thúc là "Under the Tree" do SiM trình bày. Đối với phần đặc biệt của phần 4, nhạc phim kết thúc là "To You 2,000... or... 20,000 Years From Now..." (二千年... 若しくは... 二万年後の君へ・・・ "Ni Sen-nen... Moshikuwa... ni Man'nengo no Kimi e") do Linked Horizon trình bày. Đối với phiên bản trên truyền hình của phần 3 và 4, nhạc nền mở đầu là "Saigo no Kyojin" (最後の巨人 n.đ. "Titan Cuối Cùng") do Linked Horizon trình bày, trong khi nhạc nền kết thúc là "Itterasshai" (いってらっしゃい n.đ. "Hẹn gặp lại") do Ai Higuchi trình bày.

## Đánh giá

### Chuyên môn
Attack on Titan đã nhận được sự hoan nghênh rộng rãi của giới phê bình và được nhiều nhà phê bình đánh giá là một trong những bộ anime hay nhất mọi thời đại.   Trên trang Rotten Tomatoes, chương trình nhận số điểm tổng thể là 96%. Carl Kimlinger từ Anime News Network đã mô tả hai tập đầu tiên của bộ anime rằng: "Thật khó để nói Đại chiến Titan sẽ là bộ phim như thế nào nếu không có sự chỉ đạo quá mức của Tetsuro Araki, nhưng cũng nhờ đến ông ấy, đây là một bộ phim có tình tiết rất chặt chẽ....". Rebecca Silverman cho biết "nó vừa tuyệt đẹp nhưng cũng vừa kinh dị về mặt hình ảnh" và "là sự kết hợp tuyệt vời giữa những gì mà Ann Radcliffe – tiểu thuyết gia văn học Gothic của thế kỷ 18, định nghĩa là kinh dị và khủng bố: một bên là đối đầu thể chất, nó khiến bạn muốn nhìn đi chỗ khác, còn bên kia là đối đầu trí tuệ, nó lại khiến bạn muốn biết điều gì sẽ xảy ra tiếp theo". Carlo Santos mô tả bộ phim là "một kiệt tác về cái chết và sự hủy diệt" sau khi chỉ xem tập đầu tiên. Theron Martin của Anime News Network khen ngợi phần nhạc phim và cho rằng "tập đầu tiền có sự tác động mạnh mẽ, gây ấn tượng" mặc dù ông cảm thấy phần tạo hình của phim đôi chút hạn chế.

### Kiểm duyệt
- : Năm 2015, Bộ Văn hoá Trung Quốc cấm phát hành "Đại chiến Titan", cùng với 38 tựa anime và manga khác, do được cho là có các cảnh bạo lực, khiêu dâm và khủng bố, cũng như trong nỗ lực "bảo vệ sự phát triển lành mạnh của thanh thiếu niên.[31]
- : Theo luật kiểm duyệt của Malaysia, các bộ phận cơ thể bị cho là nhạy cảm phải bị che đi. Trong phim, thi thể của những con Titan có thể được nhìn thấy đang mặc một bộ đồ bó.[32]
- : Tháng 7 năm 2021, chính phủ Liên bang Nga đã cấm phân phối Đại chiến Titan cùng nhiều tựa phim khác với lý do "lo ngại cho phúc lợi của thanh thiếu niên".[33] Sau cuộc xâm lược quân sự của Nga vào Ukraine bắt đầu vào ngày 24 tháng 2 năm 2022, Crunchyroll đã phải đóng cửa các công ty con Wakanim và Crunchyroll EMEA tại quốc gia này, bắt nguồn từ các lệnh trừng phạt quốc tế do cả Nhật Bản và Hoa Kỳ áp đặt, cũng vì thế mà ngăn cản người xem tại Nga có thể tiếp cận đến với bộ phim.[34]

### Lượng người xem
Đại chiến Titan được cho là một trong những bộ anime được biến đến rộng rãi nhất. Vice viết rằng nó đã đưa anime vào dòng xu hướng theo cách mà ít bộ truyện nào khác có thể làm được bên ngoài Nhật Bản."  NPR lưu ý rằng, bộ truyện đã đóng một vai trò quan trọng trong việc phổ biến rộng rãi hơn dòng phim anime. Năm 2021, khi phần đầu của mùa cuối cùng lên sóng, Đại chiến Titan là chương trình truyền hình được xem nhiều nhất tại Hoa Kỳ, trước khi bị The Falcon and the Winter Soldier vượt qua ngay trước khi kết thúc giữa mùa. Bộ phim đã phá vỡ Kỷ lục Guinness Thế giới về "bộ phim anime truyền hình được yêu cầu nhiều nhất" và cũng là "phim hoạt hình chiếu TV được yêu cầu nhiều nhất" trên thế giới (năm 2021), cho đến khi bị Jujutsu Kaisen vượt qua vào năm 2024. Bộ phim cũng là bộ phim hoạt hình duy nhất lọt vào top 50 phim truyền hình được theo dõi nhiều nhất từ trước đến nay của TV Time, hiện đang ở vị trí thứ 47, khiến nó trở thành một trong số ít tựa phim không phải của Mỹ và là tựa phim duy nhất của Nhật Bản trong danh sách này.